# Il vostro superagente Flit
Pour plus de détails, voir Fiche technique et Distribution.
Il vostro superagente Flit est un film italien réalisé par Mariano Laurenti et sorti en 1966. C'est la parodie italien du film Notre homme Flint.

## Fiche technique
- Titre : Il vostro superagente Flit
- Réalisation : Mariano Laurenti
- Scénario : Bruno Corbucci, Franco Sinischalchi
- Photographie : Tino Santoni
- Montage : Giuliana Attenni
- Musique : Bruno Canfora
- Société de production :  Ima Film
- Pays d'origine :  Italie
- Format : Couleur — 35 mm — 1,37:1 — Son : Mono
- Genre : Comédie et espionnage
- Durée : 88 minutes
- Dates de sortie : 
  -  Italie : 10 septembre 1966

## Distribution
- Raimondo Vianello : l'agent Flit
- Raffaella Carrà : Aura
- Fernando Sancho : Smirnoff
- Pamela Tudor : l'épouse de Smirnoff
- Alfredo Marchetti	: Hayes
- Giorgio Bonora
- Kitty Swan
- Lilia Neyung
- Ursula Janis
- Anna Creedon
- Fajda Nicol
- Franco Moruzzi
- Alfred Thomas
- Teodoro Corrà
- Giuseppe Castellano
- Alessandro Tedeschi